# Triopha occidentalis
Triopha occidentalis is een slakkensoort uit de familie van de Polyceridae. De wetenschappelijke naam van de soort is voor het eerst geldig gepubliceerd in 1889 door Fewkes.